# Lakes Sports Cars
Lakes Sports Cars war ein britischer Hersteller von Automobilen.

## Unternehmensgeschichte
Andrew McClellan gründete 1984 das Unternehmen in Lorton bei Cockermouth in der Grafschaft Cumbria. Er begann mit der Produktion von Automobilen und Kits. Der Markenname lautete Voyager. Im Folgejahr endete die Produktion. Insgesamt entstanden etwa sechs Exemplare.

## Fahrzeuge
Das Modell I wurde erstmals 1984 auf einer Kit-Car-Show in Stoneleigh präsentiert. Die Basis bildete das Fahrgestell von VW Käfer. Darauf wurde eine offene zweisitzige Roadster-Karosserie aus Fiberglas im Stile der 1930er Jahre montiert. Der Vierzylinder-Boxermotor vom VW Käfer war im Heck montiert und trieb die Hinterräder an. Das Fahrzeug blieb ein Einzelstück. Während zeitgenössische Zeitschriften das Äußere lobten, wurde die Mechanik kritisiert. Der Hersteller entwarf daraufhin ein überarbeitetes Modell.
Im gleichen Jahr erschien der Sports. Er hatte ein neues Fahrgestell mit Frontmotor. Viele Teile kamen vom Vauxhall Viva. Die Karosserie wurde auch überarbeitet. Bis 1985 entstanden etwa fünf Exemplare.